# Clase Takao
La clase Takao (高雄型?) fue una clase de cuatro cruceros pesados de la Armada Imperial Japonesa, botados entre 1930 y 1931. 

## Diseño y construcción
Fueron un diseño modificado y mejorado de la previa clase Myōkō, a la que reemplazaron. Su aspecto general era algo similar a la clase precedente, pero con la diferencia de que contaba con una distintiva estructura cúbica masiva en la que se acomodaban los diferentes puentes, sus botes de servicio se acomodaban en un espacio interior en la sección media junto al reducto central.   
La clase Takao contaba con una larga espiga grúa de servicio integrada al mástil popel, situada tras el director de tiro de las torres traseras.

Distribución del blindaje del Takao en su sección media (en mm)

A lo largo de su carrera experimentaron importantes cambios en su armamento.  El armamento principal eran 10 cañones de 203 mm, así como una impresionante batería de 16 tubos lanzatorpedos, pero solo se instaló en la mitad de los miembros de la clase. Su casco en forma de huso contaba con la típica arrufadura de proa, y una característica arrufadura negativa a popa.
Al igual que las clases anteriores,  no se destacó por el confort de la habitabilidad, la cual era deficiente.
Como defensa pasiva, contaban con bulges anti torpedo y un blindaje similar a la clase precedente de 100 mm en sus laterales, 35 mm de blindaje horizontal y 25 mm en las torretas.

## Historial
Los clase Takao participaron en muchas acciones y campañas en el Frente del Pacífico, especialmente en la Campaña de Guadalcanal. 
Tres de los cuatro miembros de la clase fueron hundidos durante la batalla del Golfo de Leyte, entre el 23 y 25 de octubre de 1944. Tan sólo el Takao sobreviviría con graves daños, hasta el último mes de la guerra, para luego ser hundido como blanco en 1946.
- El Takao fue gravemente dañado el 23 de octubre de 1944 por el submarino USS Darter, y se le remolcó hasta Singapur, para servir como batería antiaérea flotante, donde fue atacado en agosto de 1945 por minisubmarinos británicos, que no lograron hundirlo. El 19 de octubre de 1946 lo fue como buque blanco.

- El Atago fue hundido el 23 de octubre de 1944 por el submarino USS Darter.

- El Maya fue hundido el 23 de octubre de 1944 por el submarino USS Dace.

- El Chōkai fue deshabilitado el 25 de octubre de 1944 por una combinación de ataque aéreo y fuego de destructores, siendo finalmente hundido por el destructor japonés Fujinami.

## Enlaces externos

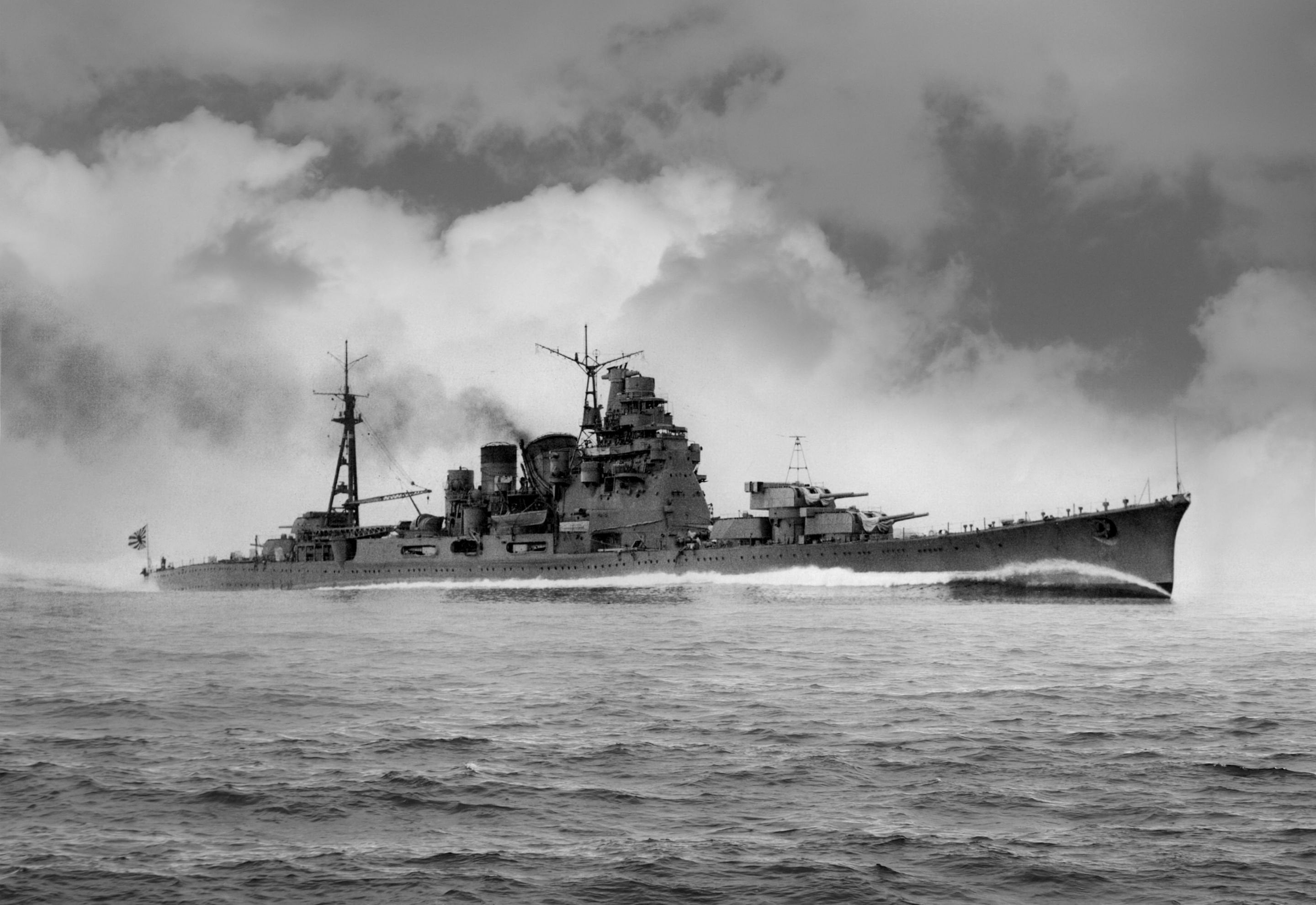
Takao
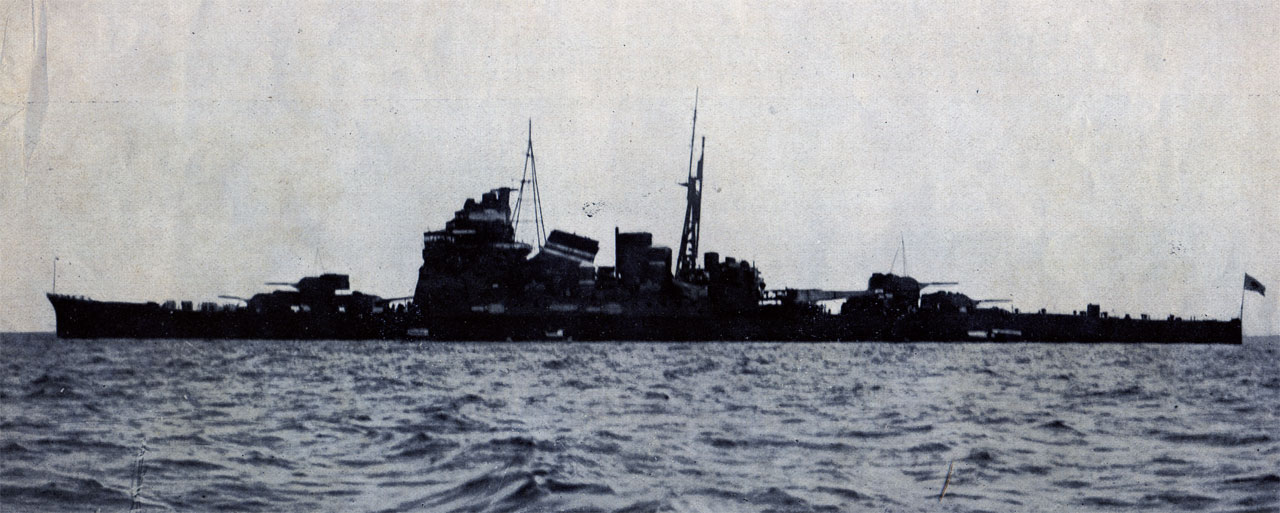
Atago
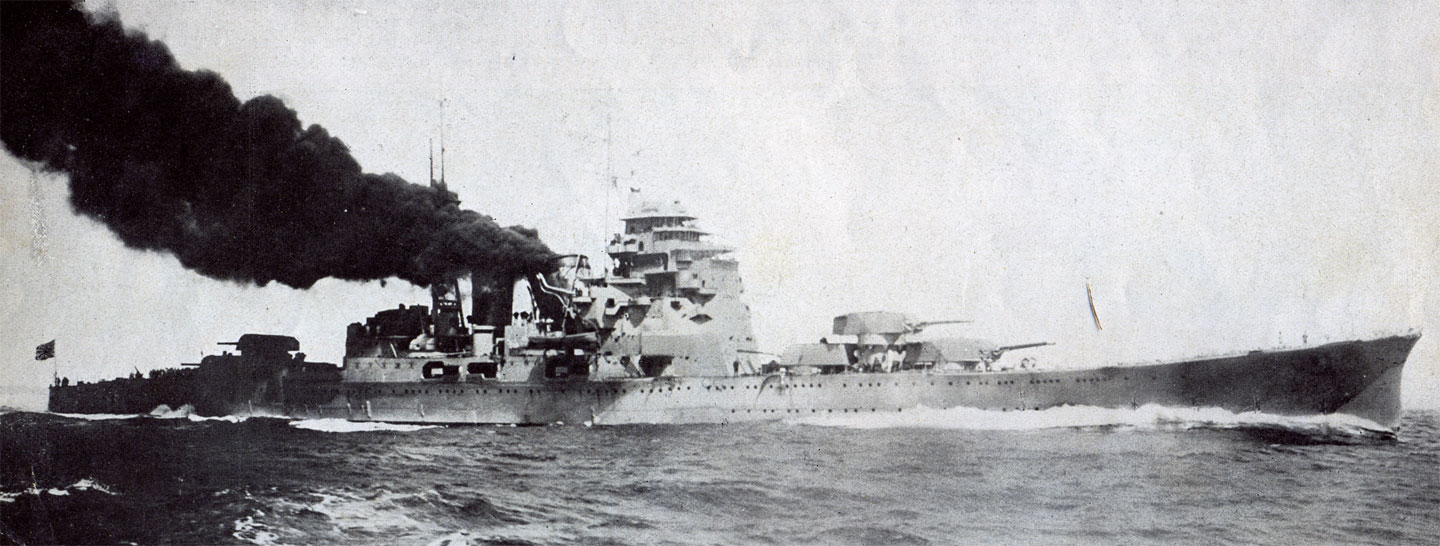
Maya
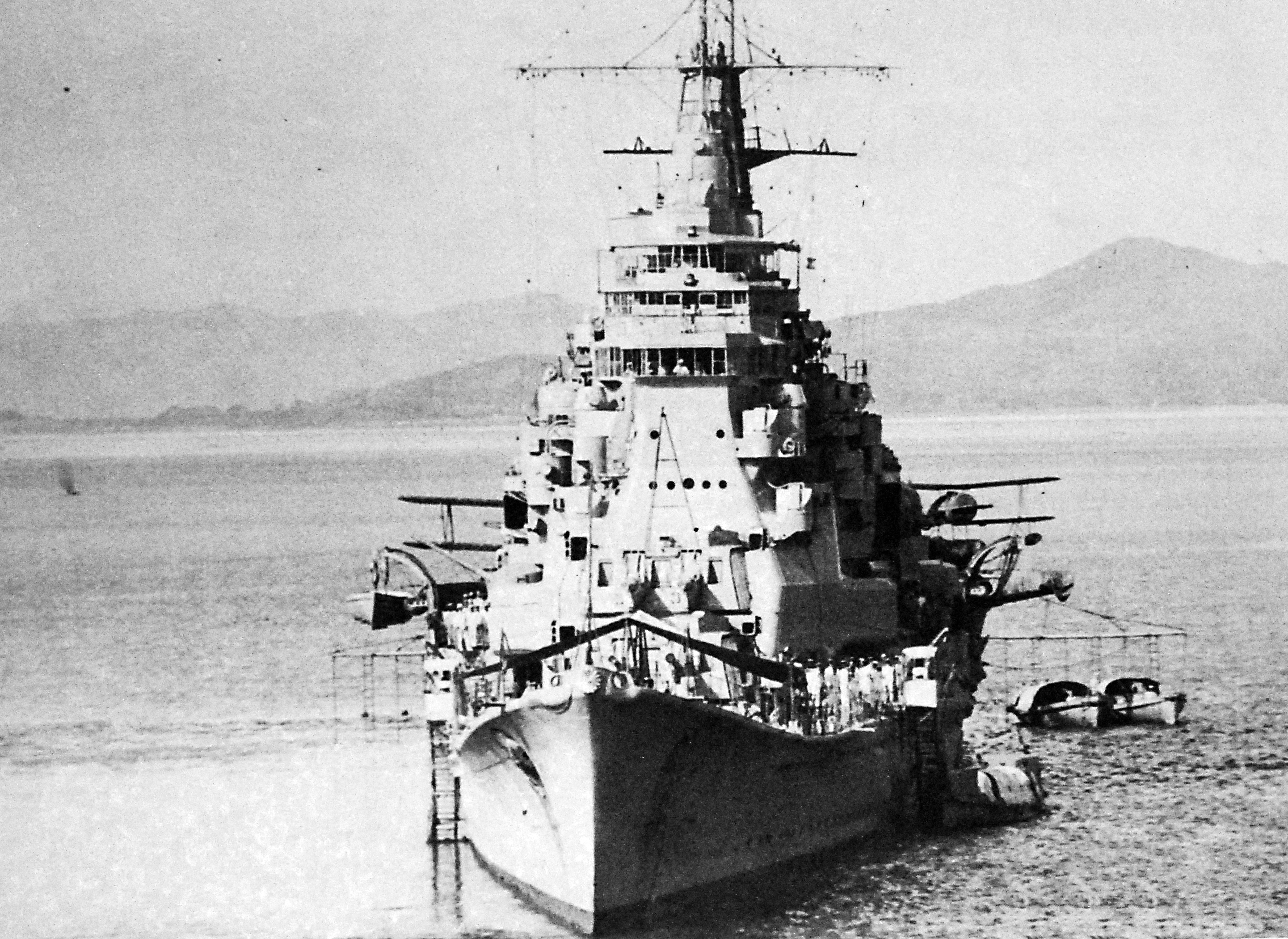
Chokai